# Религија у Словенији
Религија у Словенији (2019)
Доминантна религија у Словенији је хришћанство, пре свега католичка црква, која је највећа хришћанска деноминација у земљи. Друге хришћанске групе које имају значајне следбенике у земљи укључују источно православље и протестантизам (лутеранизам). Ислам, јудаизам и хиндуизам су мале мањине у Словенији. Око 18% становништва су или агностици или атеисти.
Религија је имала значајну улогу у развоју словеначке нације и државе Словеније. Након вишевековне традиције државне цркве, прекинуте периодима протестантске реформације (у 16. веку) и социјализма после Другог светског рата (који је истиснуо религију из јавног живота), одређени степен одвајања до државе и цркве дошло је у независној Словенији. У фебруару 2007. Словенија је донела нови Закон о верским слободама са пристрасношћу према Католичкој цркви (посебно у погледу државног финансирања) и строгим условима за регистрацију нових верских заједница.

## Религија и веровања

### Хришћанство

#### Католицизам
Католичка црква у Словенији је део светске Католичке цркве, под духовним вођством папе у Риму.
У земљи има око 1.135.626 католика (око 57,8% укупног становништва према попису из 2002. године). Земља је подељена на шест епархија, укључујући две бискупије. Мариборску бискупију је папа Бенедикт XVI подигао у надбискупију 2006. године. Поред тога, папа је створио три нове седишта, а то су Ново Место, Цеље и Мурска Собота.

#### Протестантизам
Протестантизам је тесно повезан са историјом Словенаца, при чему је словеначки језик успостављен у реформацији. Примож Трубар је био водећи рани словеначки писац и протестантски реформатор. Допринео је развоју словеначког језика и словеначке културе.
Реформација је цветала у 16. веку, чинећи огромну већину културног развоја у Словенији. Лутеранизам је био најпопуларнија протестантска деноминација међу Словенцима, са мањинама, пре свега калвинизмом.
Протестантизам међу Словенцима је агресивно покушао да буде збрисан од стране Хабзбурговаца контрареформацијом. Контрареформација је била снажно распоређена на већини територије словеначког говорног подручја. Коришћена средства укључивала су убиство, изручење, спаљивање књига и општу забрану словеначког језика. Искључени су источни региони (као што је Прекмурје), којима је владало мађарско племство, често калвинистичко. Историјски гледано, Мађари су прво прихватили лутеранизам, пре него што су постепено прешли на калвинизам. Нису имали политику гашења лутеранизма.
Протестантизам међу Словенцима преживео је контрареформацију расуто. Протестантизам је данас мањинска група хришћанских деноминација у Републици Словенији. У Прекмурју живи највећа заједница протестантских Словенаца, већина њих су лутерани.

#### Источно православље
Источно православље одржава значајно присуство у земљи и углавном га практикују Словенци српског порекла. Православни хришћани у Словенији су под црквеном јурисдикцијом Српске православне митрополије загребачко-љубљанске .

### Ислам
Муслимани у Словенији су етнички углавном Бошњаци и етнички Муслимани. У Словенији је 2014. године било 48.266 муслимана, што је чинило око 2,4 одсто укупног становништва. Муслиманску заједницу Словеније предводи Неџад Грабус.
Према објављеним подацима словеначког пописа из 2002. године, од укупно 47.488 муслимана (2,4% укупног становништва) 2.804 муслимана (5,90% од укупног броја муслимана у Словенији) изјаснило се као етнички словеначки муслимани.
Има и муслимана из централне, јужне и југоисточне Азије, који се не убрајају у попис јер су печалбари.

### Јудаизам
Мала јеврејска заједница Словеније (словен. Judovska skupnost Slovenije) процењује се на 400 до 600 чланова, а Јеврејска заједница Словеније предлаже 500 до 1000 чланова. Званично их је регистровано око 130, од којих већина живи у главном граду Љубљани. Јеврејска заједница је била уништена Холокаустом, и никада се није у потпуности опоравила. Љубљана је до 2003. била једина европска престоница без јеврејске богомоље.

### Хиндуизам
У Словенији живи 220 хиндуиста, од којих 70 припада хиндуистичкој верској заједници у Словенији и 150 припада Међународном друштву за свест Кришне.

### Атеизам
Анкета Еуробарометра из 2010. показала је да је 26 одсто становништва Словеније изјавило да „не верује да постоји било какав дух, Бог или животна сила“. Светски преглед становништва из 2021. открио је да је 53% Словенаца или нерелигиозно или убеђено атеистичко.

## Демографија

### Пописи становништва
Религиозност словеначких грађана према пописима становништва из 1991. и 2002. године.
| Религиозни група                      | Популација % 1991 | Популација % 2002 |
| ------------------------------------- | ----------------- | ----------------- |
| Хришћанство                           | 74,9%             | 61,1%             |
| католицизам                           | 71,6%             | 57.8              |
| лутеранизам и други протестантизми    | 0,8%              | 0,8%              |
| православље                           | 2,4%              | 2,3%              |
| Ислам                                 | 1,5%              | 2,4%              |
| Друге религије                        | 0,0%              | 0,02%             |
| Духовни, али не и припадници религије | 0,2%              | 3,5%              |
| Атеисти                               | 4,4%              | 10,1%             |
| Агностици                             | -                 | 0,0%              |
| Непознато                             | 14,6%             | 7,1%              |
| Неодговорено                          | 0,0%              | 15,7%             |

### Анкете
- Еуробарометар је 2012 године открио да се око 68% становништва изјашњава да су хришћани, а 64% су припадници Католичке цркве. Припадници других хришћанских деноминација чинили су 4% становништва.[16]
- Програм међународног друштвеног истраживања је 2015. године утврдио је да се 64,3% становништва изјаснило да су хришћани, при чему је католицизам највећа деноминација са 62,2% испитаника, а источно православље друга по величини секта са 1,5%; припадници других хришћанских деноминација чинили су 0,6%. Још 34,3% изјаснило се да нема религију, а 1,5% се изјаснило да припада другим религијама.[17]

## Верска слобода
Словеначки закони гарантују слободу вероисповести и успостављају одвојеност између цркве и државе, као и забрану верске дискриминације и верске мржње. Верске групе се могу лако регистровати код владе како би добиле неке привилегије, које се углавном састоје од различитих облика новчане надокнаде.
Словеначки закони забрањују обрезивање из немедицинских разлога и праксе клања животиња које су неопходне да би се месо сматрало кашрут или халал. Припадници јеврејске и муслиманске заједнице поштују ову праксу ван земље (увоз меса и путовања у суседне земље ради верског обрезивања) без ометања словеначке владе.
У 2023. години, земља је добила оцену 4/4 за верске слободе.